# Sostenuto
Sostenuto (Italiaans sostenere=aanhouden) is een term in de muziek waarmee verschillende dingen aangegeven kunnen worden:
- aanhouden van een noot (niet afdempen)
- specificatie van tempoaanduiding als in (adagio sostenuto) aanhoudend gedragen.
- het middelste pedaal van een piano wordt ook wel het sostenutopedaal genoemd. (Dit is vooral het geval bij vleugels. Huiskamerpiano's hebben meestal geen sostenutopedaal, maar een studiepedaal in het midden.)